# Плесна (Псковская область)
Плесна — деревня в Гдовском районе Псковской области России.  Административный центр Плесновской волости.

## География
Деревня находится в северной части Псковской области, на северо-востоке района, в зоне хвойно-широколиственных лесов, у реки Бельковка, в 27 км к востоку от города Гдова, административного центра района. 

### Климат
Климат характеризуется как умеренно континентальный, с относительно коротким тёплым летом и продолжительной, как правило, снежной зимой. Средняя многолетняя температура самого холодного месяца (января) составляет −8 °С, температура самого тёплого (июля) — +17,4 °С. Среднегодовое количество осадков — 684 мм.

## История
Первое описание деревни Плесна находится в писцовой книге 1571 года.

«(л.59об.)[…] За Олферьем за Никитиным сыном Лошакова.
[…](л.60)[…]
Да меновного поместья Ондреевского Третьякова сына Ржаникова.
Дер. Плесна, по старому писму 8 обеж, на четырех обжах жилцы: дв. Иванко Степанов Ворон, дв. Павелко Прокофьев, дв. Павелко Прокофьев [так в издании], дв. Лешко Степанов, дв. Онисимко Васильев, дв. Юшко Юрьев, дв. Мишко Савельев; а 4 обжи пусты, пашни в поле на обжу по 10 четвертей, а в дву по тому-ж, перелогу и поросли 12 десятин, лесу пашенного и непашенного в длину четверть версты, поперег то-ж, сена на реке на Плюсе на обжу по 10 копен.
[…]
Да у тех же деревень у Плесны да у Опла отхожие (л.60об.) отхожие пашни в Сломищах 10 четвертей.»
В 1980-х годах в деревне был центр совхоза «Дружба».

## Население
| 2001 | 2002 | 2010 |
| ---- | ---- | ---- |
| 199  | ↘181 | ↘106 |

Численность населения деревни составляет на 1572 год 6 или 7 мужчины, 2000 год 199 человек, на 2009 год — 161 человек.
Согласно результатам переписи 2002 года, в национальной структуре населения русские составляли 99 % из 181 человека.

## Инфраструктура
Личное подсобное хозяйство с зоной сельскохозяйственного использования, индивидуальная застройка усадебного типа.

## Транспорт
Автобусное сообщение с райцентром. Остановка общественного транспорта «Плесна». 